# Macandrewia azorica
Macandrewia azorica är en svampdjursart som beskrevs av Gray 1859. Macandrewia azorica ingår i släktet Macandrewia och familjen Macandrewiidae. Inga underarter finns listade i Catalogue of Life.